# راب تتزلاف
راب تتزلاف (انگلیسی: Rob Tetzlaff; ۱۳ نوامبر ۱۹۳۵ – ۲۷ سپتامبر ۲۰۱۲) دوچرخه‌سوار اهل ایالات متحده آمریکا بود. وی در بازی‌های المپیک تابستانی ۱۹۶۰ شرکت کرده است.